# Lucid Beausonge
Lucid Beausonge, née le 27 août 1954 à Roubaix, est une auteure-compositrice-interprète française. 

## Biographie
Elle a des origines familiales de chaque côté de la Méditerranée. Elle passe son enfance et son adolescence à la frontière franco-belge. Elle donne son premier récital en 1972, à dix-huit ans. Elle effectue plusieurs séjours et voyages au Québec à partir de 1976. Le grand public fait sa connaissance pour sa Lettre à un rêveur (RCA : RC 330), dans les années 1980, mais sa carrière est provisoirement interrompue en 1987 par un grave accident de voiture.
S'accompagnant d'abord à la guitare, elle passe ensuite au piano, grâce à sa formation classique initiale, qui lui permet également de sortir en 1992 un album intitulé De Mozart à Bernstein, inhabituel pour une interprète cataloguée "chanteuse de variétés". 
En juin 2003, elle est l'invitée d'honneur du Festival de la chanson française de Bratislava en Slovaquie, la lauréate de l'année 2002, Anna Repková, ayant été primée sur son interprétation de L'oiseau, chantée aussi avec succès à Split en Croatie pour la Soirée européenne de la chanson française 2003.
Parallèlement à sa carrière d'interprète, elle forme depuis plusieurs années des jeunes dans l'école qu'elle a fondée à Paris.

## Discographie
- 1978 : Le casse-tête (premier album, publié en Belgique en 1980)
- 1981 : Lettre à un rêveur (45 tours, premier succès)
- 1982 : Africaine (premier album primé)
  - Grand Prix de l'Académie Charles-Cros
  - Grand Prix de la Jeune chanson à Montréal
- 1983 : L'oiseau (album culte, au titre initial Ombre)
- 1983 : Je veux rêver (45 tours)
- 1984 : Fugueur
- 1985 : Philosofolie (45 tours)
- 1986 : Pas déranger  (premier album produit par elle-même)
- 1988 : Les solitaires (45 tours)
- 1989 : Où que tu ailles
- 1990 : Best of avec réédition de Lettre à un rêveur (version écourtée)
- 1991 : Live en concert (premier album enregistré en public)
- 1991 : Devenir quelqu'un
- 1992 : De Mozart à Bernstein (premier album classique)
- 1993-1994 : Coffret
- 1996 : Primitive (premier album arrangé et réalisé par elle-même)
- 1988 : participation sur 4 titres dans la série Hommage - Ils chantent...' (Editions Atlas)
- 2001-2002 : Laissons passer l'amour (premier album enregistré à Montréal)
- 2003 : Participation sur 4 titres dans la série Hommage aux grands de la chanson (Sél. du Reader's Digest)
- 2005 : 20 ans de chanson (compilation + 2 titres inédits)